# Principi Guida delle Nazioni Unite su Imprese e Diritti Umani
I Principi Guida delle Nazioni Unite su Imprese e Diritti Umani (UNGPs) sono uno strumento composto da 31 principi che attuano il quadro "Proteggere, rispettare e rimediare" delle Nazioni Unite (ONU) sul tema dei diritti umani nelle catene globali del valore. Sviluppati dal Rappresentante Speciale del Segretario Generale (SRSG) John Ruggie, e adottati all'unanimità il 16 giugno 2011 dal Consiglio per i Diritti Umani delle Nazioni Unite, i Principi Guida rappresentano il primo standard globale per prevenire e affrontare i rischi di impatti negativi sui diritti umani legati all'attività delle imprese e la prima iniziativa sulla condotta d'impresa responsabile approvata in ambito ONU.. Essi costituiscono oggigiorno il principale standard di riferimento internazionale in materia di imprese e diritti umani , quello che ha ricevuto generale accettazione da parte di Stati, Organizzazioni internazionali, imprese, società civile, ecc., nonché quello che ha ispirato l'adozione di strumenti normativi vincolanti a livello di legislazioni nazionali degli Stati e a livello di ordinamenti sopranazionali a carattere regionale (cfr. direttiva sul dovere di diligenza delle imprese ai fini della sostenibilità).  